# Austroargiolestes icteromelas
Austroargiolestes icteromelas är en trollsländeart. Austroargiolestes icteromelas ingår i släktet Austroargiolestes och familjen Megapodagrionidae.

## Underarter
Arten delas in i följande underarter:
- A. i. icteromelas
- A. i. nigrolabiatus

## Bildgalleri

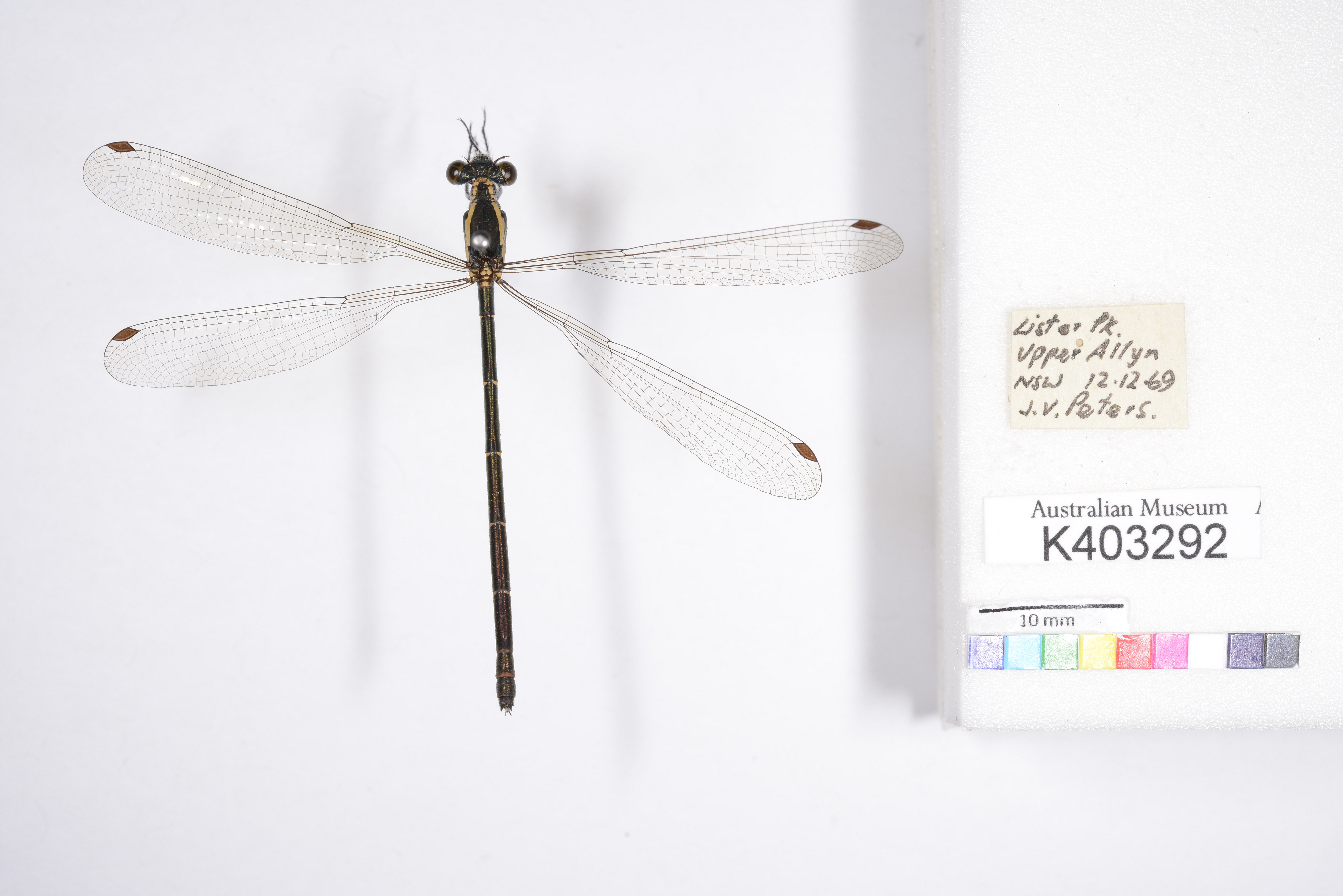
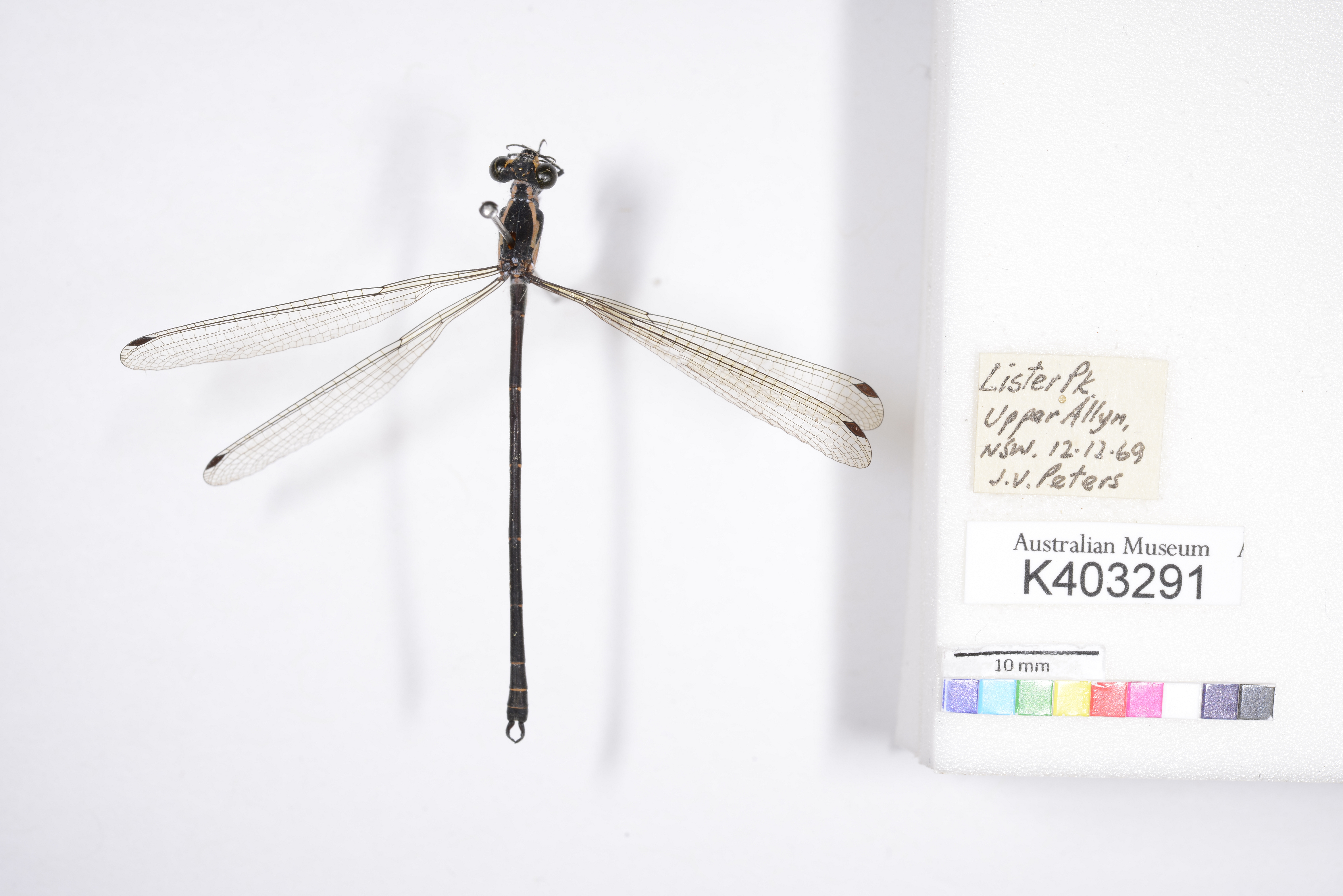
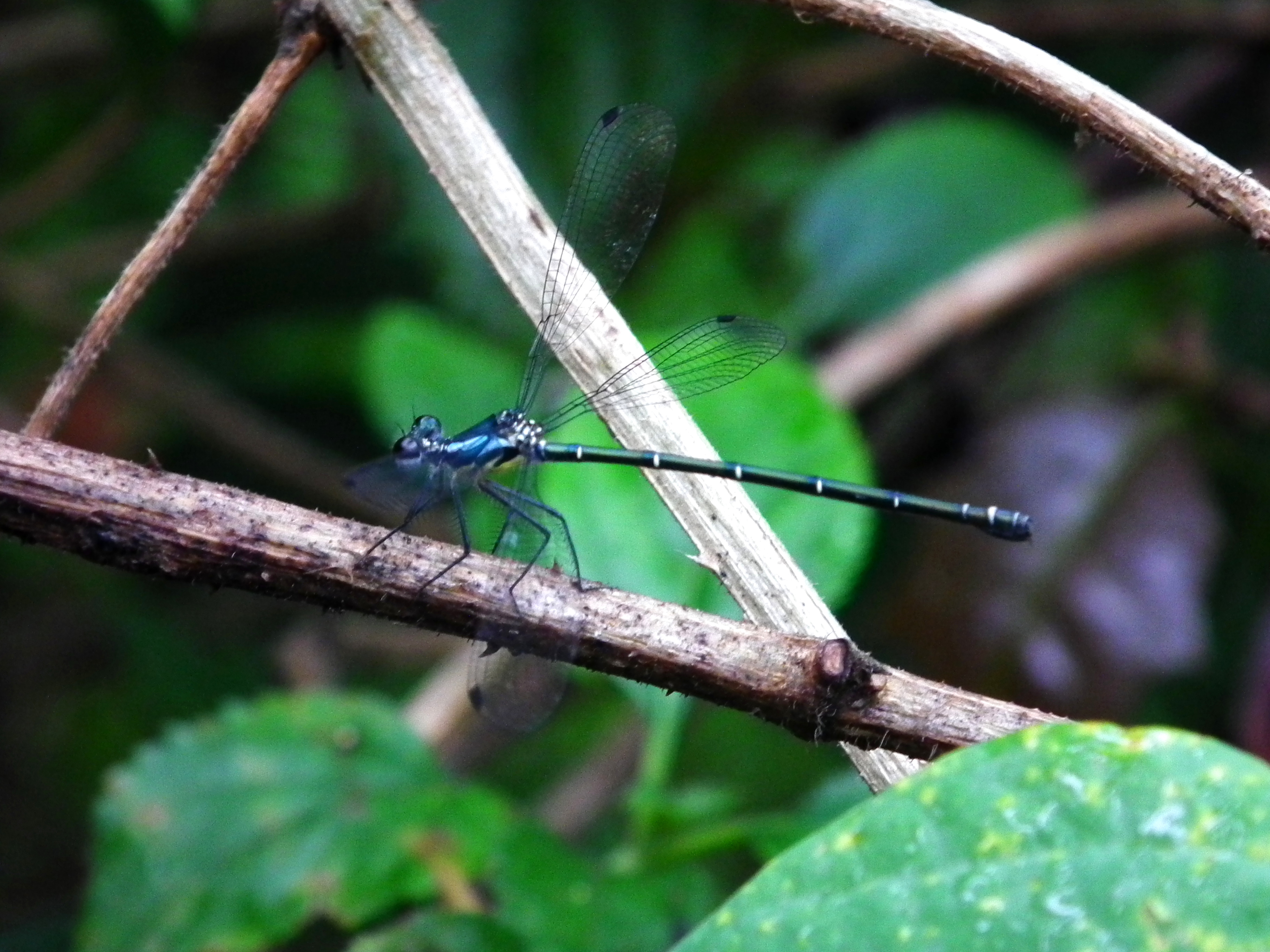